# РЕД ОС
РЕД ОС — дистрибутив Linux, созданный в России, являющийся составным продуктом, построенным на базе решений с открытым исходным кодом и проприетарных компонентов.
Занесён в Единый реестр российских программ. Сертифицирован в системе сертификации ФСТЭК России на соответствие требованиям профиля защиты операционных систем типа «А» четвёртого класса защиты ИТ.ОС.А4.ПЗ.

## История разработки
Компания «Ред софт» начала заниматься разработкой дистрибутивов GNU/Linux c 2012 года в рамках исполнения государственного контракта с ФССП России «Доработка, разработка, внедрение и сопровождение подсистем автоматизированной информационной системы Федеральной службы судебных приставов». В данном проекте был создан дистрибутив ГосЛинукс со встроенными средствами защиты информации несанкционированного доступа и поддержкой российской государственной криптографии, базировавшийся на CentOS 6, что являлось требованием ФССП России. С 2013 года началось пилотное внедрение разработанного дистрибутива в структурных подразделениях федеральной службы.
На основе успешного опыта пилотного внедрения ГосЛинукс компания «Ред софт» в 2014 году приступила к разработке дистрибутива под собственным названием, не связанным с конкретным заказчиком — РЕД ОС. По заявлениям разработчиков на официальном Youtube-канале, при разработке дистрибутива используется опыт мировых сообществ OpenSource (RedHat/Fedora, openSUSE, Debian/Ubuntu), при этом строго соблюдаются действующие международные и российские стандарты (POSIX, LSB и проч.), что подтверждается экспертным советом по российскому ПО Минцифры России, состоящим из управленцев.
26 февраля 2024 объявлено о выходе версии дистрибутива РЕД ОС 8. 5 мая 2025 года состоялся релиз РЕД ОС 8 для процессоров с ARM-архитектурой.

## Применение
На сегодняшний день дистрибутив РЕД ОС используется во многих государственных учреждениях Российской Федерации. Например, в 2018 году на дистрибутив РЕД ОС было переведено более половины рабочих станций автономного учреждения Курской области «Многофункциональный центр по предоставлению государственных и муниципальных услуг» (АУ КО «МФЦ»).
В конце 2019 года Министерство труда Оренбургской области, в рамках программы импортозамещения, полностью завершило переход с Windows. В процессе перехода дистрибутив РЕД ОС был установлен на 288 рабочих мест.
20 января 2020 года стало известно, что дистрибутив будет установлен на серверы компании Huawei Taishan 200 модель 2280. Этому решению предшествовало тестирование на совместимость, по окончании которого компании подписали соглашения о сотрудничестве.
23 декабря 2020 г. стало известно, что компания Ростелеком планирует использовать дистрибутив РЕД ОС в качестве основной серверной системы .
В конце 2020 года Министерство здравоохранения Калининградской области закупило 930 автоматизированных рабочих мест на российском государственном дистрибутиве РЕД ОС для медицинских организаций, что составило почти 20 % от всех рабочих мест медицинского персонала.

## Редакции
Государственный дистрибутив РЕД ОС выпускается в двух редакциях:
- «Стандартная редакция» — версия дистрибутива, содержащая наиболее свежие и актуальные версии пакетов. Ориентирована на домашнее использование и офисную среду.
- «Сертифицированная редакция» — сертифицированный дистрибутив имеет сертификат ФСТЭК России[2][3][4] и может применяться в государственных и корпоративных ИС при работе с информацией, в отношении которой законодательством установлены требования по её конфиденциальности. Актуальная сертифицированная версия — 7.3[4] (инспекционный контроль пройден в декабре 2021 года).

## Конфигурации
Государственный дистрибутив РЕД ОС поставляется в двух конфигурациях — «рабочая станция» и «сервер», — которые имеют единый репозиторий (например, для версии 7.3).
Основные пакеты для рабочей станции:
- графические оболочки MATE, GNOME и KDE Plasma 5;
- офисный пакет LibreOffice;
- почтовые клиенты Thunderbird и Evolution;
- браузеры Firefox и Chromium с поддержкой ГОСТ-криптографии;
- графические редакторы GIMP, Inkscape;
- мессенджеры Pidgin, ekiga, PSI, Vacuum-im;
- клиенты терминального доступа OpenNX, Remmina, x2go и freerdp;
- большой набор мультимедийного ПО, включающий как библиотеки, так и пользовательские приложения: аудио и видеоплееры Audacious, MPlayer, VLC;
- средства виртуализации QEMU, VirtualBox
- средства контейнеризации docker, podman.

В конфигурации «сервер» имеются пакеты для всех основных сетевых служб (DNS, DHCP, SMTP, POP3/IMAP, Samba, IPA, sshd, web-серверы и т. д.), а также для средств мониторинга и управления работы сервером и вычислительной сетью (Ansible, Puppet, Cockpit, Webmin и прочие).

#### Основные элементы безопасности
Все конфигурации дистрибутива РЕД ОС обладают стандартными элементами безопасности:
- Списки управления доступом;
- Реализация доменов и типов;
- Аутентификация по механизму PAM;
- Подсистема аудита, предоставляющая локальному администратору средства настройки подсистемы и учитывающая критичные события безопасности;
- Наличие системы принудительного контроля доступа SELinux.

## Особенности
В дистрибутиве РЕД ОС имеются собственные разработки, которые предназначены для облегчения миграции с Microsoft Windows. Например, графическая утилита ввода рабочей станции с дистрибутивом РЕД ОС в домены Active Directory, IPA, Samba DC.
Кроме поддержки имеющихся на рынке решений для работы пользователей с крипто-носителями, компания «Ред софт» имеет «собственные разработки» в данном направлении.
Примером такой собственной разработки выступает RED WINE — ответвление от проекта WINE для улучшенной поддержки в дистрибутиве ряда российских программ, написанных для работы в среде Microsoft Windows. RED WINE позволяет использовать средства электронной подписи Windows-приложениями в среде Linux.

## Работа с электронной подписью
Дистрибутив РЕД ОС совместим с основными криптопровайдерами российского рынка СКЗИ: КриптоПро CSP компании КриптоПро и VipNet CSP компании ИнфоТеКС.

## История версий
| Версия дистрибутива | Дата выхода        | Версия ядра | Поддерживаемые архитектуры | Текущее состояние                          |
| ------------------- | ------------------ | ----------- | -------------------------- | ------------------------------------------ |
| 7.0                 | Непубличная версия |             |                            |                                            |
| 7.1                 | Декабрь 2017 года  | 4.9.79      | x86_64                     | Срок поддержки завершен 31 августа 2021 г. |
| 7.2                 | Май 2019 года      | 4.19.79     | x86_64, i686, ARM          | Срок поддержки завершен 31 августа 2023 г. |
| 7.3                 | Февраль 2021 года  | 5.10.1      | x86_64, ARM                | Поддерживается                             |
| 7.3.1               | Декабрь 2021 года  | 5.15.10     | x86_64                     | Поддерживается                             |
| 7.3.2               | Ноябрь 2022 года   | 5.15.72     | x86_64                     | Поддерживается                             |
| 7.3.3               | Август 2023 года   | 6.1         | x86_64                     | Поддерживается                             |
| 7.3.4               | Декабрь 2023 года  | 6.1.52      | x86_64                     | Поддерживается                             |
| 8.0                 | Февраль 2024 года  | 6.6         | x86_64                     | Поддерживается                             |

## Системные требования
|                                  | Минимальные          |
| -------------------------------- | -------------------- |
| Процессор                        | x86_64 1.6ГГц 2 ядра |
| ОЗУ                              | 2 ГБ                 |
| Свободное место на жестком диске | 20 Гб                |
| Разрешение экрана                | 800 х 600            |